# Roger Bourbonnais
Roger Bourbonnais (né le 26 octobre 1942 à Edmonton) est un joueur canadien de hockey sur glace. Lors des Jeux olympiques d'hiver de 1968, il remporte la médaille de bronze.

## Palmarès
- Médaille de bronze aux Jeux olympiques de Grenoble en 1968